# Фотьево
Фо́тьево — деревня в Великолукском районе Псковской области России. Входит в состав Переслегинской волости.

## География
Расположена в центре района, на западной границе райцентра города Великие Луки и в 5 км к юго-востоку от волостного центра Переслегино.

## Население
| 2001 | 2002 | 2010 |
| ---- | ---- | ---- |
| 328  | ↘311 | →311 |

Численность населения деревни по состоянию на начало 2001 года составила 328 жителей.